# Declan Ganley
Declan James Ganley (nacido el 23 de julio de 1968, Watford, Hertfordshines, Reino Unido) es un empresario y activista político proveniente de una familia irlandesa emigrada al Reino Unido. Regresaron a Galway, Irlanda -donde Declan aún reside- cuando este contaba con 12 años de edad. 

## Temprano emprendedor
Ganley comenzó a hacer fortuna con la exportación al puerto de Róterdam de aluminio siberiano, a través de Letonia, en 1990.
Tras la independencia de Letonia, fue nombrado "Consejero de Asuntos Económicos Extranjeros". Su primera misión era atraer inversión para el desarrollo del país. Ganley recomendó la explotación de las masas forestales ya que eran el principal recurso. El gobierno letón le facilitó la creación de una empresa que llevara a cabo su propuesta con capital foráneo. Así fundó Kipelova Forestry Enterprises, que dirigió entre 1991 y 1997, siguiendo los modelos de las explotaciones forestales de Finlandia. Tras dos años de gestión se convirtió en la mayor empresa de explotación maderera de los países de la antigua Unión Soviética. La vendió a un conglomerado de inversores locales en 1997, fecha en la que generaba 6.000 empleos directos y gestionaba 2 millones de hectáreas de bosques.
En 1996 había fundado "Anglo Adriatic Investment Fund", que gestionó fondos de hasta 45.000 inversores albaneses. Simultáneamente fundó una serie de empresas especializadas en muy diversas actividades, que se agruparon bajo la denominación Ganley Group of Companies y que incluían desde venta de joyas por internet con entrega en 24 horas (la única empresa con la que ha tenido pérdidas, unos 7 millones de euros), dos empresas de comunicaciones por cable y la mayor agencia de noticias por televisión de Bulgaria.
En 1994 el grupo había establecido una alianza con la empresa norteamericana Comcast, bajo el nombre de Broadnet para optar a la segunda licencia de telefonía GSM de Irlanda, que fue adjudicada a otro consorcio en controvertidas circunstancias, aún bajo investigación. Reacio a dejar escapar la oportunidad de contar con un socio tan potente, y en un momento en que los expertos en comunicaciones aún pensaban que el cable era la apuesta fuerte, Ganley apostó por las comunicaciones sin cable y, aprovechando la fortaleza económica de Comcast, comenzó a comprar licencias en 10 países y muchas de las grandes ciudades europeas. En contra de lo que esperaba, dicha operación no terminó con una suscripción en masa a la banda ancha en pocos meses y terminó aceptando la oferta de compra de Comcast de su parte del consorcio por 50 millones de euros.

## Rivada Networks
La esposa de Ganley, Delia, es hija de un matrimonio italo-polaco de Staten Island, Nueva York, en donde aún vive su hermana, casada con un bombero. Cuando Ganley vio por televisión una conexión con Nueva York segundos después de estrellarse el primer avión contra las Torres Gemelas el 11 de septiembre de 2001, telefoneó a su esposa. Ésta llamó a su hermana en Nueva York y ésta hizo lo propio con su esposo, Ralph, que regresaba con otros 13 compañeros de otra emergencia en Brooklyn. Aún pasaron varios minutos hasta que por la radio del servicio de emergencias les comunicaron lo que estaba pasando. Ganley quedó sorprendido de que una cadena de televisión privada seguida de tres llamadas de móviles hubiera batido con claridad al servicio de emergencias de la ciudad.
A partir de entonces decidió desarrollar un sistema de comunicaciones de voz, datos y vídeo multioperativo que sirviera para el día a día y también fuera capaz de desplegarse partiendo de cero y rápidamente en situaciones de emergencia. A partir de esa idea creó Rivada Networks, para lo que reunió un equipo de personas provenientes de sus anteriores empresas de comunicaciones. Dos años después habían desarrollado un producto que respondía a la exigencia y una serie de patentes asociadas al mismo.
Ganley y sus colaboradores orientaron el desarrollo del sistema a responder a situaciones de ataques terroristas o desastres naturales. Su primer gran contrato lo suscribió en 2004 con el Comando Naval de la marina de los Estados Unidos. Pero su prueba de fuego tuvo lugar en agosto de 2005, cuando la senadora por Luisiana Mary Landrieu escribió a Ganley solicitándole la colaboración de su empresa tras el paso del huracán Katrina. La respuesta proporcionada por Rivada Networks entonces le ha facilitado la firma de gran número de contratos con servicios de emergencia en todo el mundo y algunos -los más lucrativos- con el ejército de los Estados Unidos.
Ganley presentó en 2005, tras los atentados de Londres, a los 15 miembros antiguos de la Unión Europea un sistema para interconectar de forma segura los respectivos sistemas de emergencia de cada país entre sí en un sistema inter-operativo y transfronterizo. Su argumento fue que "el recurso más poderoso que tiene un terrorista no es su arma, ni un teléfono móvil, es una frontera". Sus incursiones desde entonces en la escena política no parecen haber sido la mejor estrategia para obtener un contrato.
Simultáneamente ha desarrollado Capital Route, una próspera compañía pan-europea de alquiler de vehículos con conductor para ejecutivos que ideó mientras se trasladaba por las capitales europeas para presentar sus proyectos, al ver las incomodidades a las que se veía abocado cada vez que buscaba un servicio de este tipo.

## Libertas
Ganley es fundador y presidente de Libertas, grupo de presión que impulsó el “no” irlandés en el referéndum sobre el Tratado de Lisboa en 2008 
tras haber apoyado personalmente el Tratado de Niza. Posteriormente ha dado lugar al nacimiento de Libertas como partido político a escala europea. 
Libertas se presentó sin éxito a las Elecciones europeas de 2009 en diversos países de la Unión Europea, incluida España donde integró en su coalición al partido político Ciudadanos y a personalidades como el expresidente de la ONCE Miguel Durán.